# 木卫二热辐射成像系统
木卫二热辐射成像系统(E-THEMIS)仪器被设计用于扫描木卫二的表面，通过探测细微的热异常来识别地质上最近的地表重塑区。该“热探测器”将提供木卫二高空间分辨率、多光谱的热成像，以帮助探测诸如溢流和喷流等活跃区域。该设备将搭载在计划于2025年
飞往木卫二的“欧罗巴快船”天体生物学任务中。
木卫二热辐射成像系统使用的技术继承自“2001火星奥德赛号”轨道飞行器上搭载的热辐射相机和奥西里斯-雷克斯上的“热红外光谱仪"(OTES)。

## 概述

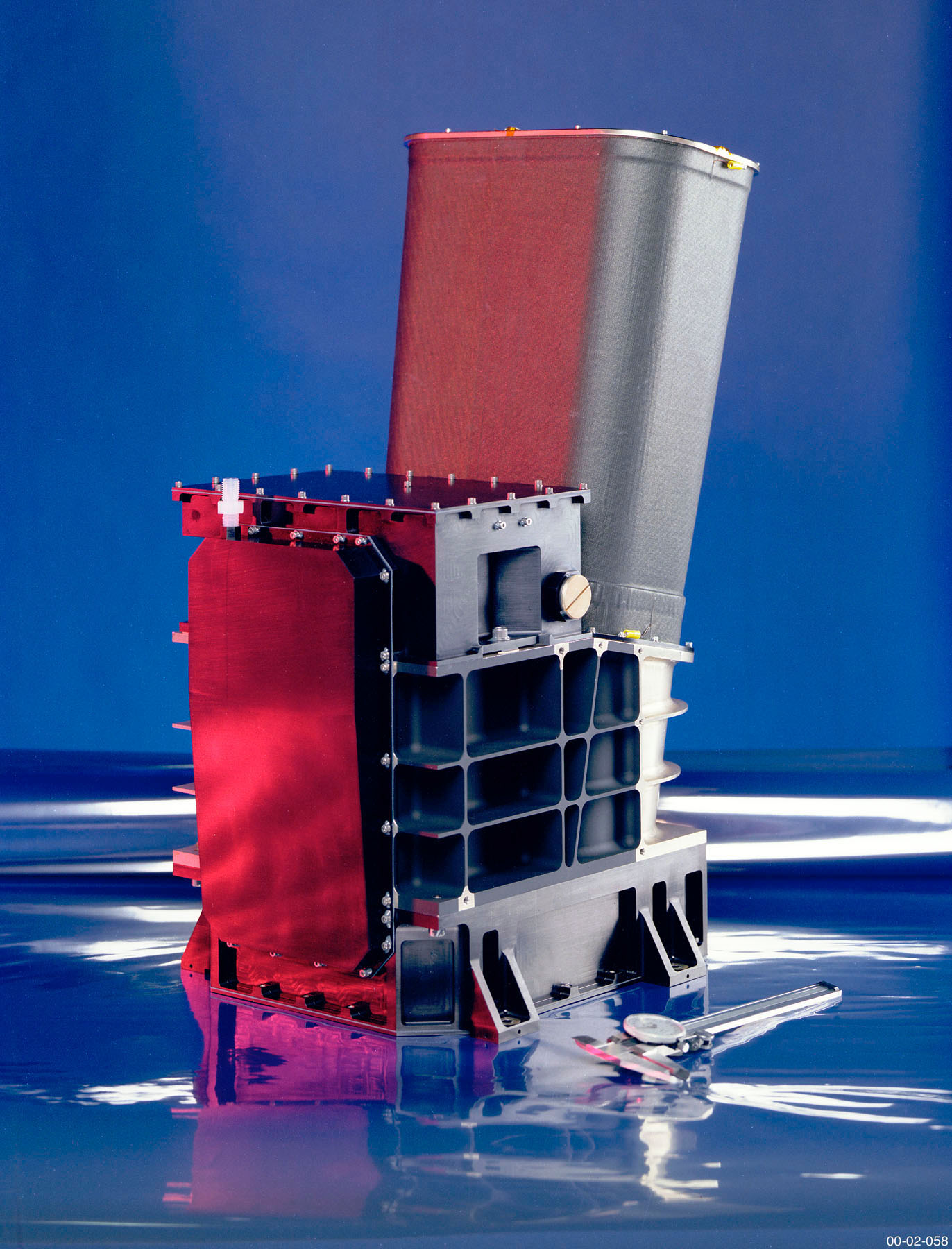
“2001火星奥德赛号”飞船上使用热辐射成像系统(THEMIS)仪照片。

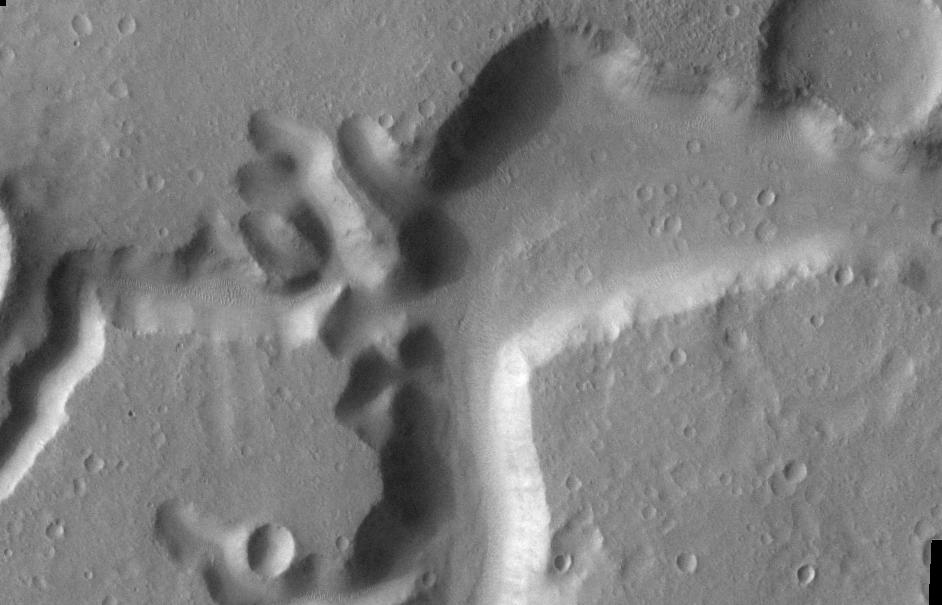
“2001火星奥德赛号”上的热辐射成像系统拍摄的纳内迪谷照片。“欧罗巴快船”上的“木卫二热辐射成像系统”设备也将拍出类似质量的图像。

木卫二热辐射成像系统将通过探测细微的热异常来识别地质上最近的地表重塑区域，该设备将由亚利桑那州立大学组装，鲍尔航空航天技术公司(Ball Aerospace Corporation)和雷神视觉系统公司(Raytheon Vision Systems)提供配件，首席研究员是亚利桑那州立大学的“菲利普·克里斯滕森”(Philip Christensen) 。欧罗巴热辐射成像系统(E-THEMIS)主要的探测目标之一，是为着陆点评估和地表作用过程研究，测定表岩屑粒径、岩块丰度、地下层结构。木卫二热辐射成像系统侦测的目的是描述木卫二的热行为，并确定由最近或正在进行的(无论白天或黑夜包含了多光谱红外辐射)活动所引起的任何热异常。为实现这一点，该设备将一天数次，在7-70微米三个光谱波段拍摄热红外图像。
木卫二的热异常可能缘于热点、断层剪切加热和液态水喷发而导致地下熔融的表现，可在红外光谱中成像。木卫二上的水疑似位于卫星冰层下方70公里(43英里)。

## 目标
木卫二热辐射成像系统侦测的具体目标是：
- 探测和描述地表热异常，这些异常可能表明最近的地表被重新覆盖或有喷发活动；
- 识别活跃的喷流；
- 为着陆点评估和地表作用过程研究，测定表岩屑粒径、岩块丰度和地下层结构。

为了实现这一目标，木卫二热辐射成像系统将以5×22米的分辨率从25公里高空对地表进行成像；对于90 K的地表，它的精度为0.2K；对于220K的地表，它的精度为0.1K；对于220-90K的地表，它的精度为1-2.2K，且木卫二热辐射成像系统将获得多达360交叉轨迹像素的图像，在100公里的范围内，它的图像宽度为10.1公里。该设备可检测到1-10米大小的喷口，一块抗辐射集成电路将被整合到系统中以满足对辐射要求 。
 
| 红外线 波段    | 空间分辨率 从100公里高度 | 温度 (K) | 绝对值 精确度(K) |
| -------------- | ------------------------ | -------- | ---------------- |
| 1 (7-14 微米)  | 17 米 × 24 米            | 220      | 2.0              |
| 2 (14-28 微米) | 25 米 × 33 米            | 130      | 2.2              |
| 3 (28-70 微米) | 46 米 × 52 米            | 90       | 1.0              |